# Arthur (Illinois)
Arthur is een plaats (village) in de Amerikaanse staat Illinois, en valt bestuurlijk gezien onder Douglas County en Moultrie County.

## Demografie
Bij de volkstelling in 2000 werd het aantal inwoners vastgesteld op 2203.
In 2006 is het aantal inwoners door het United States Census Bureau geschat op 2152, een daling van 51 (-2,3%).

## Geografie
Volgens het United States Census Bureau beslaat de plaats een oppervlakte van
3,3 km², geheel bestaande uit land. Arthur ligt op ongeveer 198 m boven zeeniveau.

## Plaatsen in de nabije omgeving
De onderstaande figuur toont nabijgelegen plaatsen in een straal van 20 km rond Arthur.